# Fontaine-sur-Somme
Pour les articles homonymes, voir Fontaine.
Fontaine-sur-Somme est une commune française située dans le département de la Somme, en région Hauts-de-France.
Depuis juillet 2020, la commune fait partie du parc naturel régional Baie de Somme - Picardie maritime.
La commune fait partie des villages labellisés Pays d'art et d'histoire qui œuvrent à mettre en avant leur patrimoine,.

## Géographie

### Localisation
Fontaine-sur-Somme est un village picard du Vimeu, limitrophe du Ponthieu.
Limitrophe de Longpré-les-Corps-Saints et d'Airaines, la localité est située à 6 km au sud-ouest d'Ailly-le-Haut-Clocher, 10 km à l'ouest de Flixecourt, à 11 km au sud-est d'Abbeville et 29 km au nord-ouest d'Amiens, à vol d'oiseau.
Le territoire de la commune est limitrophe de ceux de huit communes.
Les communes limitrophes sont  Airaines, Cocquerel, Hallencourt, Liercourt, Long, Longpré-les-Corps-Saints, Pont-Remy et Sorel-en-Vimeu.

### Hydrographie

#### Réseau hydrographique
La commune est située dans le bassin Artois-Picardie. Elle est drainée par le canal, l'Etang des Provisions, le marais et un autre petit cours d'eau.
Le canal de la Somme, doublé par d'importantes zones humides, anciennes tourbières et étangs, occupe la partie nord du territoire. Construit entre 1770 et 1827, et mis au gabarit Freycinet en 1880, il est long 170 km. Il débute à Saint-Simon où il touche au canal de Saint-Quentin et débouche dans la baie de Somme.
L'association Pêche et Nature de Fontaine-sur-Somme y organise la pêche et en entretient les abords.

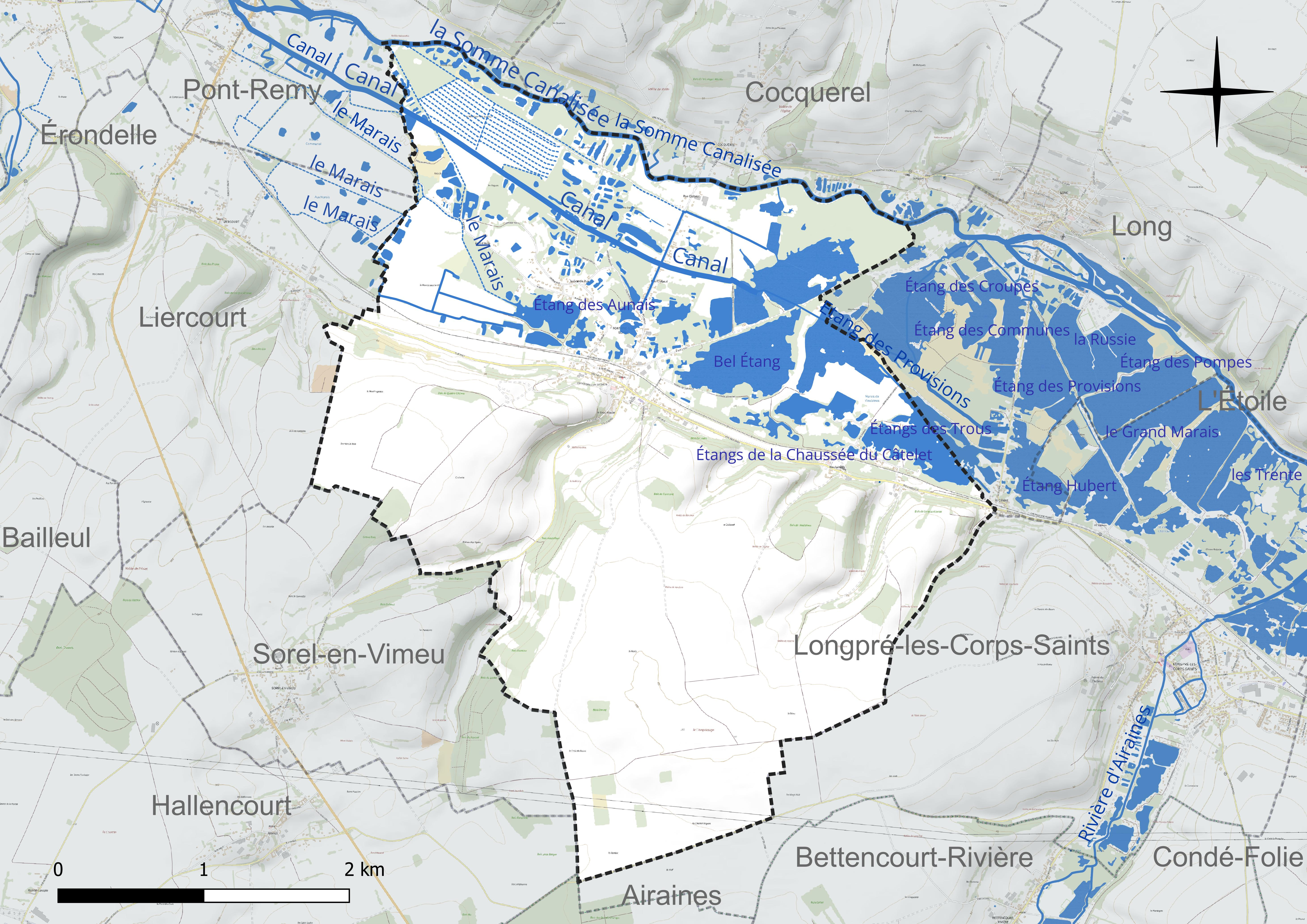
Réseau hydrographique de Fontaine-sur-Somme.

Quatre plans d'eau complètent le réseau hydrographique : Bel étang (27,2 ha), les étangs de la Chaussée du Câtelet, d'une superficie totale de 25,1 ha (16,3 ha sur la commune), l'étang des Aunais (7,7 ha) et l'étang des Provisions (12,2 ha),.

#### Gestion et qualité des eaux
Le territoire communal est couvert par le schéma d'aménagement et de gestion des eaux (SAGE) « Somme aval et Cours d'eau côtiers ». Ce document de planification concerne un territoire de 1 835 km2 de superficie, délimité par le bassin versant de la Somme canalisée. Le périmètre a été arrêté le 29 avril 2010 et le SAGE proprement dit a été approuvé le 6 août 2019. La structure porteuse de l'élaboration et de la mise en œuvre est le syndicat mixte d'aménagement hydraulique du bassin versant de la Somme (AMEVA).
La qualité des cours d'eau peut être consultée sur un site dédié géré par les agences de l'eau et l'Agence française pour la biodiversité.

### Climat
Pour des articles plus généraux, voir Climat des Hauts-de-France et Climat de la Somme.
En 2010, le climat de la commune est de type climat océanique altéré, selon une étude du CNRS s'appuyant sur une série de données couvrant la période 1971-2000. En 2020, Météo-France publie une typologie des climats de la France métropolitaine dans laquelle la commune est exposée à un climat océanique et est dans la région climatique Côtes de la Manche orientale, caractérisée par un faible ensoleillement (1 550 h/an) ; forte humidité de l'air (plus de 20 h/jour avec humidité relative > 80 % en hiver), vents forts fréquents.
Pour la période 1971-2000, la température annuelle moyenne est de 10,5 °C, avec une amplitude thermique annuelle de 12,5 °C. Le cumul annuel moyen de précipitations est de 743 mm, avec 11,5 jours de précipitations en janvier et 8 jours en juillet. Pour la période 1991-2020, la température moyenne annuelle observée sur la station météorologique la plus proche, située sur la commune d'Abbeville à 11 km à vol d'oiseau, est de 11,0 °C et le cumul annuel moyen de précipitations est de 806,2 mm,. Pour l'avenir, les paramètres climatiques de la commune estimés pour 2050 selon différents scénarios d'émission de gaz à effet de serre sont consultables sur un site dédié publié par Météo-France en novembre 2022.

### Milieux naturels et biodiversité
- La carrière de craie
Ouverte en 1796, cette carrière privée de 150 m de long est reconnue par le Conservatoire d'espaces naturels de Picardie comme l'un des lieux d'hibernation les plus importants de la Somme pour plusieurs espèces de chauves-souris : murins, grand rhinolophe, oreillard gris[19]...
- Les étangs et les marais
Avec une superficie de 31 ha, propriété du Conservatoire du littoral, ils constituent un espace naturel protégé[20].

## Urbanisme

### Typologie
Au 1er janvier 2024, Fontaine-sur-Somme est catégorisée commune rurale à habitat dispersé, selon la nouvelle grille communale de densité à sept niveaux définie par l'Insee en 2022.
Elle est située hors unité urbaine. Par ailleurs la commune fait partie de l'aire d'attraction d'Amiens, dont elle est une commune de la couronne,. Cette aire, qui regroupe 369 communes, est catégorisée dans les aires de 200 000 à moins de 700 000 habitants,.

### Occupation des sols

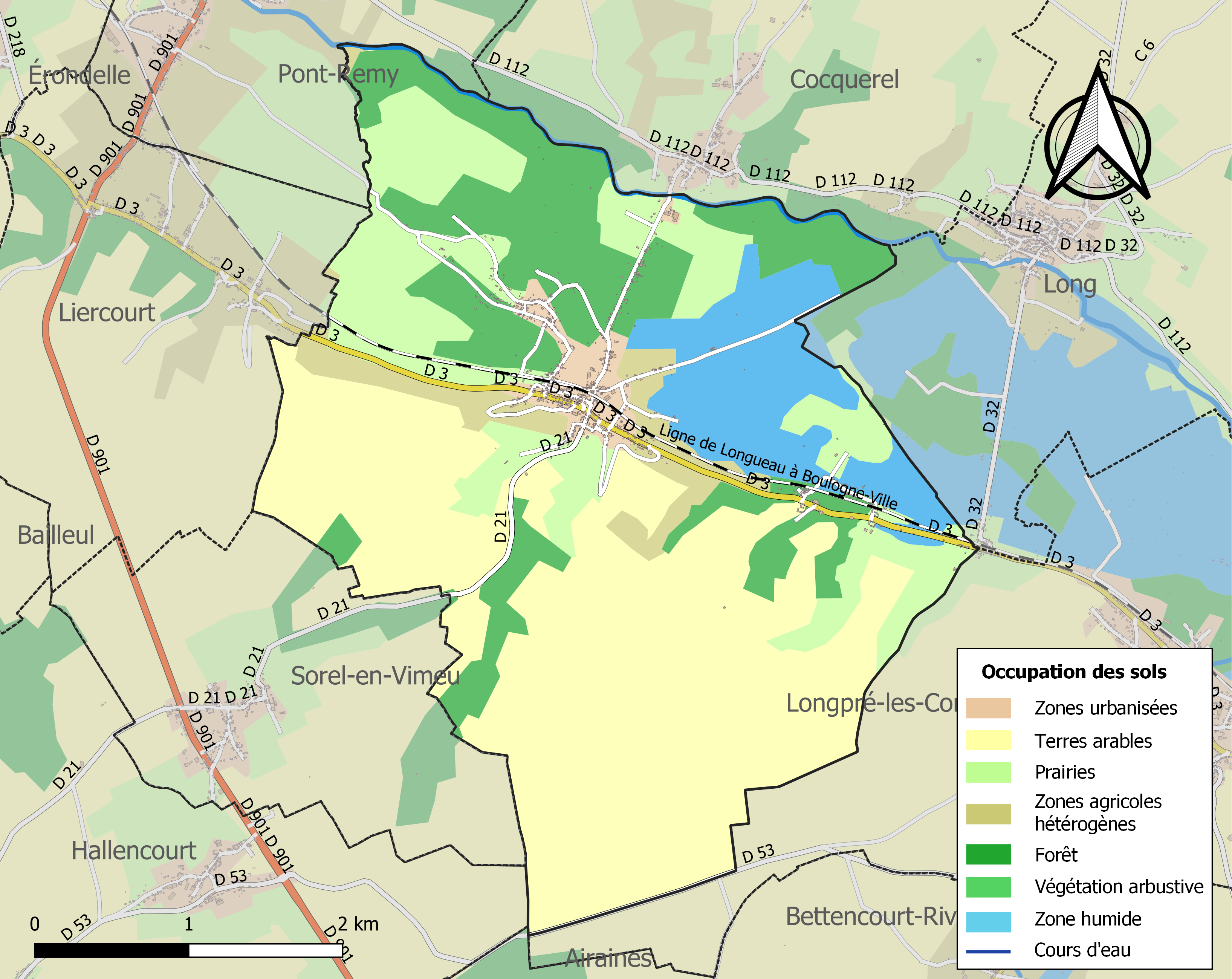
Carte des infrastructures et de l'occupation des sols de la commune en 2018 (CLC).

L'occupation des sols de la commune, telle qu'elle ressort de la base de données européenne d'occupation biophysique des sols Corine Land Cover (CLC), est marquée par l'importance des territoires agricoles (67,9 % en 2018), en augmentation par rapport à 1990 (66,3 %). La répartition détaillée en 2018 est la suivante : 
terres arables (44,5 %), forêts (19,4 %), prairies (18,5 %), eaux continentales (9,8 %), zones agricoles hétérogènes (4,9 %), zones urbanisées (2,8 %). L'évolution de l'occupation des sols de la commune et de ses infrastructures peut être observée sur les différentes représentations cartographiques du territoire : la carte de Cassini (XVIIIe siècle), la carte d'état-major (1820-1866) et les cartes ou photos aériennes de l'IGN pour la période actuelle (1950 à aujourd'hui).

### Hameaux, lieux-dits et écarts
Vieulaines est un hameau de la commune, situé en amont, à l'est sur la route départementale no 3.

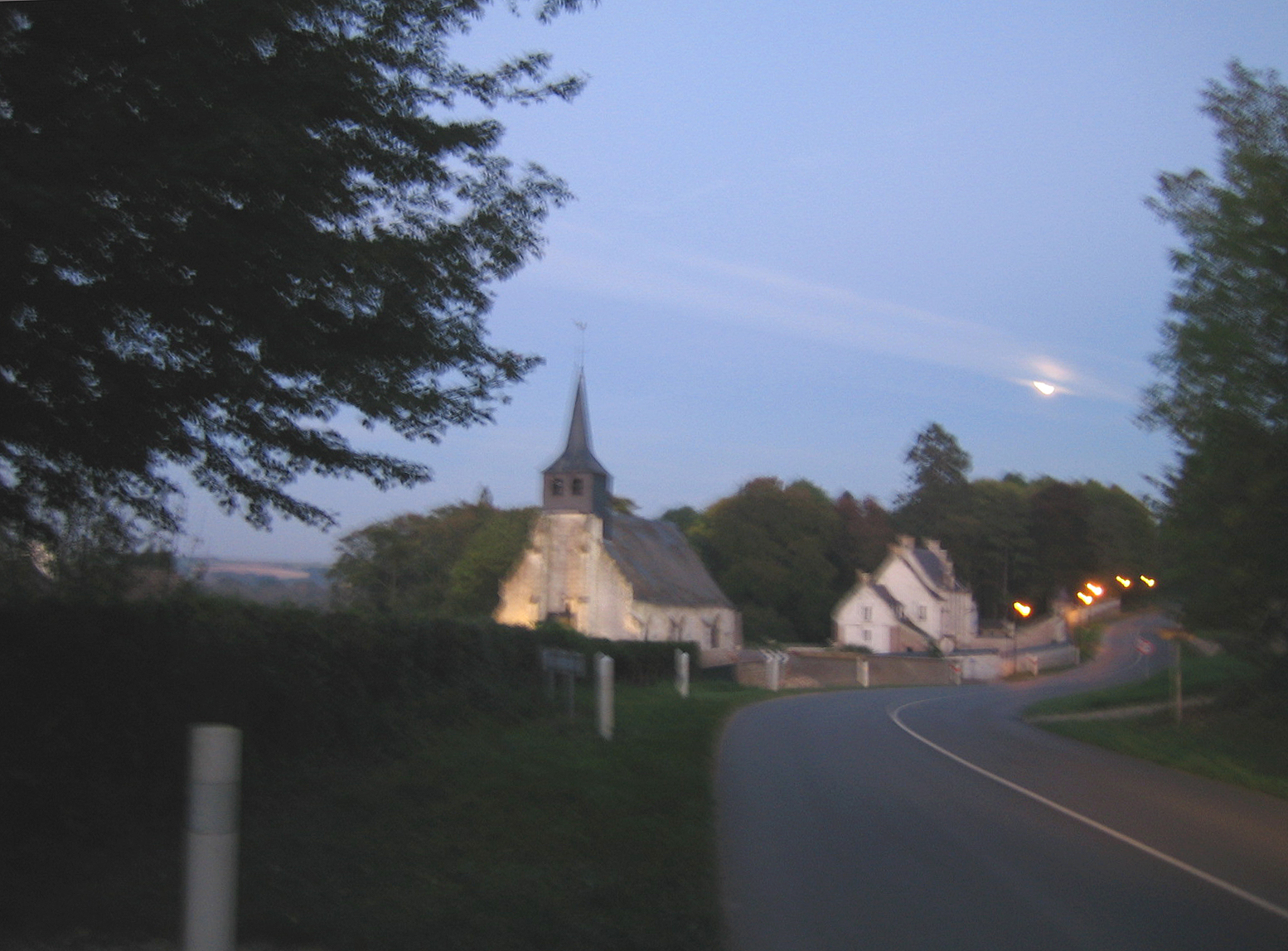
Église et château de Vieulaines.

### Habitat et logement
En 2020, le nombre total de logements dans la commune était de 347, alors qu'il était de 338 en 2015 et de 343 en 2010.
Parmi ces logements, 67 % étaient des résidences principales, 22,6 % des résidences secondaires et 10,5 % des logements vacants. Ces logements étaient pour 98,2 % d'entre eux des maisons individuelles et pour 0,3 % des appartements.
Le tableau ci-dessous présente la typologie des logements à Fontaine-sur-Somme en 2020 en comparaison avec celle de la Somme et de la France entière. Une caractéristique marquante du parc de logements est ainsi une proportion de résidences secondaires et logements occasionnels (22,6 %) supérieure à celle du département (8,4 %) et à celle de la France entière (9,7 %).
| Typologie                                               | Fontaine-sur-Somme | Somme | France entière |
| ------------------------------------------------------- | ------------------ | ----- | -------------- |
| Résidences principales (en %)                           | 67                 | 83,2  | 82,1           |
| Résidences secondaires et logements occasionnels (en %) | 22,6               | 8,4   | 9,7            |
| Logements vacants (en %)                                | 10,5               | 8,4   | 8,2            |

### Voies de communication et transports
Les sentiers de grande randonnée GR 123 et GR 800 passent dans la commune.

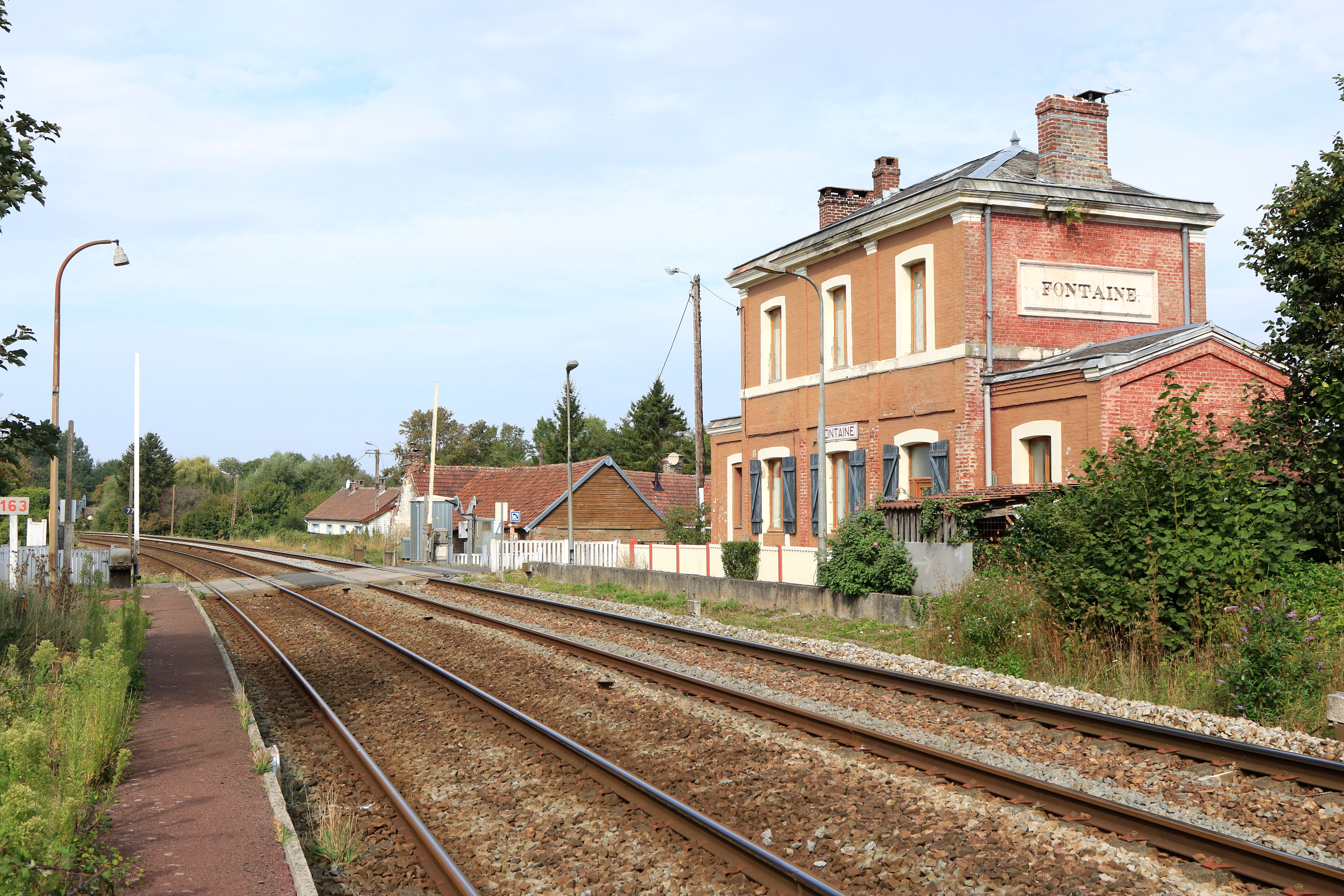
La gare désaffectée.

En 2019, la localité est desservie par les autocars du réseau Trans'80 (axe Abbeville - Airaines, ligne no 19), chaque jour de la semaine, sauf le dimanche et les jours fériés.
Traversée par la ligne de Longueau à Boulogne-Ville, la station de chemin de fer la plus proche est la gare de Longpré-les-Corps-Saints. Elle est desservie par des trains régionaux TER Hauts-de-France qui effectuent des missions semi-directes ou omnibus entre les gares d'Abbeville et d'Amiens, voire d'Albert (ligne P21). Un service de Taxi TER à la demande permet aux habitants de la commune de se rendre à cette gare.

## Toponymie
Le nom de la localité est attesté sous les formes Fontanæ en 851 ; Fontanæ super Somonam en 1138 ; Fontaines en 1147 ; Fontenes en 1185 ; Fontes en 1224 ; Fontainnes en 1286 ; Fontaine en 1292 ; Fontainez entre 1300 et 1323 ; Fontainnez en 1324 ; Fontainnes-sur-Somme en 1379 ; Fontaine-sur-Somme en 1492 ; Fonteine-sur-Somme en 1646 ; Fontaines-sur-Somme en 1705.
La Somme est un fleuve du nord de la France, en région Hauts-de-France, qui traverse les deux départements de l'Aisne et de la Somme. Il donne son nom à ce dernier.

## Histoire

### Moyen Âge
Le premier seigneur, relevé dans les écrits, se nomme Raoul de Fontaines, en 1090.
En 1282, la charte d'émancipation de Fontaine est accordée par Édouard I, roi d'Angleterre, Comte de Ponthieu, et par Jeanne de Fontaine, dame du lieu. L'échevinage comptait alors sept échevins, et non huit (nombre relevé sur le blason).
Le 22 août 1346, lors de la chevauchée, les troupes anglaises d'Édouard III tentent de prendre Fontaine, qui disposait d'un pont, pour franchir la Somme mais elles sont repoussées par les troupes françaises.

### Temps modernes
En août 1763, Charles François Joseph de Valines, écuyer et seigneur de Valines, tente d'empoisonner  à  l'arsenic au château de Vieulaines ses oncle et tante Mme et M. de Vieulaines et huit autres personnes. Ils en réchapperont mais M. de Riencourt y laissera la vie. L'empoisonneur sera supplicié et brûlé sur la place du marché d'Abbeville,.

### Époque contemporaine
Le village est desservi de 1847 aux années 2000 par la gare de Fontaine-sur-Somme, sur la ligne de Longueau à Boulogne-Ville, facilitant les déplacements des habitants et le transport des marchandises.
Au cours des deux guerres mondiales, une ancienne carrière de craie est utilisée comme refuge pendant les alertes dues aux conflits.

## Politique et administration

### Rattachements administratifs et électoraux

#### Rattachements administratifs
La commune se trouve dans l'arrondissement d'Abbeville du département de la Somme.
Elle faisait partie depuis 1793 du canton de Hallencourt. Dans le cadre du redécoupage cantonal de 2014 en France, cette circonscription administrative territoriale a disparu, et le canton n'est plus qu'une circonscription électorale.

#### Rattachements électoraux
Pour les élections départementales, la commune fait partie depuis 2014 du canton de Gamaches
Pour l'élection des députés, elle fait partie de la troisième circonscription de la Somme.

### Intercommunalité
Fontaine-sur-Somme était membre de la communauté de communes de la Région d'Hallencourt, un établissement public de coopération intercommunale (EPCI) à fiscalité propre créé fin 1995 et auquel la commune avait transféré un certain nombre de ses compétences, dans les conditions déterminées par le code général des collectivités territoriales.
Dans le cadre des dispositions de la loi portant nouvelle organisation territoriale de la République du 7 août 2015, qui prévoit que les établissements publics de coopération intercommunale (EPCI) à fiscalité propre doivent avoir un minimum de 15 000 habitants, cette intercommunalité a fusionné avec ses voisines pour former, le 1er janvier 2017, la communauté d'agglomération de la Baie de Somme, dont est désormais membre la commune.

### Liste des maires
| Période                                  | Période                         | Identité                          | Étiquette | Qualité |
| ---------------------------------------- | ------------------------------- | --------------------------------- | --------- | --- |
| Les données manquantes sont à compléter. |                                 |                                   |           | |
| 1790                                     | 1792                            | Florimond Donné                   |           | |
| 1793                                     | 1794                            | Pierre Sueur                      |           | |
| 1794                                     | 1800                            | Riquier Pierru                    |           | |
| 1810                                     | 1813                            | Jean-Baptiste Donné               |           | |
| 1813                                     | 1814                            | Charles Denis Mercher             |           | |
| 1814                                     | 1831                            | Charles Mercher                   |           | |
| 1831                                     | 1862                            | Théophile Antoine Pascal Gosselin |           | |
| 1862                                     | 1873                            | Gustave Collart                   |           | Propriétaire à Fontaine-sur-Somme Conseiller général d'Hallencourt (1877 → 1883) |
| 1873                                     | 1880                            | Arsène Gayet                      |           | |
| 1880                                     | 1886                            | Jean-Baptiste Blondin             |           | |
| avril 1886                               | mai 1886                        | Eusèbe Demachy                    |           | |
| 1886                                     | 1897                            | Arsène Gayet                      |           | |
| mars 1897                                | mai 1897                        | Eusèbe Demachy                    |           | |
| 1897                                     | 1919                            | Roger Collart                     |           | Propriétaire, exploitant de tourbières à Fontaine-sur-Somme. Suppléant au juge de paix (1906 → 1929) Conseiller d'arrondissement d'Abbeville, canton d'Hallencourt (avril-septembre 1907). Conseiller général d'Hallencourt (1907 → 1929) |
| 1919                                     | 1947                            | Armand Normand                    |           | |
| 1947                                     | 1953                            | Eugène Maison                     |           | |
| 1959                                     | 1965                            | Raoul Journé                      |           | |
| 1965                                     | 1977                            | André David                       |           | |
| 1977                                     | 1983                            | Armand Pruvot                     |           | |
| 1983                                     | mars 1989                       | Paul Pruvot                       |           | |
| mars 1989                                | mars 2001                       | Michel Fournier,                  |           | Commandant de Gendarmerie retraité Chevalier de la Légion d'honneur, Croix de guerre avec palme |
| mars 2001                                | mars 2008                       | Patrick Poliautre                 |           | |
| mars 2008                                | avril 2014                      | Gérard Leroy                      |           | |
| avril 2014                               | juillet 2020,                   | Patrick Poliautre                 |           | |
| juillet 2020,                            | septembre 2021,                 | Gilles Gavois                     |           | Cadre administratif ou commercial Démissionnaire |
| décembre 2021,                           | En cours (au 16 décfembre 2022) | Stéphane Deloison                 |           | Cadre chez Orange |

### Instances de démocratie participative
La commune s'est dotée en 2022 d'un conseil municipal des jeunes, qui représente les  citoyens âgés de 8 à 17 ans.

### Jumelages
- Herseaux (Belgique).

## Équipements et services publics

### Enseignement
En 2017, Fontaine-sur-Somme héberge une classe maternelle et une classe de cours préparatoire. Le village est associé à ceux de Liercourt et Érondelle au sein d'un regroupement pédagogique intercommunal. La cantine est située à Fontaine.

## Population et société

### Démographie
Les habitants de Fontaine-sur-Somme sont les Fontenois, Fontenoises.
L'évolution du nombre d'habitants est connue à travers les recensements de la population effectués dans la commune depuis 1793. Pour les communes de moins de 10 000 habitants, une enquête de recensement portant sur toute la population est réalisée tous les cinq ans, les populations de référence des années intermédiaires étant quant à elles estimées par interpolation ou extrapolation. Pour la commune, le premier recensement exhaustif entrant dans le cadre du nouveau dispositif a été réalisé en 2006.

En 2022, la commune comptait 505 habitants, en évolution de −1,75 % par rapport à 2016 (Somme : −1,26 %, France hors Mayotte : +2,11 %).
| 1793 | 1800 | 1806  | 1821  | 1831  | 1836  | 1841  | 1846  | 1851  |
| ---- | ---- | ----- | ----- | ----- | ----- | ----- | ----- | ----- |
| 879  | 934  | 1 012 | 1 170 | 1 301 | 1 316 | 1 367 | 1 352 | 1 346 |

| 1856  | 1861  | 1866  | 1872  | 1876  | 1881 | 1886 | 1891 | 1896 |
| ----- | ----- | ----- | ----- | ----- | ---- | ---- | ---- | ---- |
| 1 310 | 1 277 | 1 267 | 1 148 | 1 137 | 980  | 923  | 821  | 772  |

| 1901 | 1906 | 1911 | 1921 | 1926 | 1931 | 1936 | 1946 | 1954 |
| ---- | ---- | ---- | ---- | ---- | ---- | ---- | ---- | ---- |
| 759  | 725  | 705  | 630  | 602  | 590  | 559  | 521  | 532  |

| 1962 | 1968 | 1975 | 1982 | 1990 | 1999 | 2006 | 2011 | 2016 |
| ---- | ---- | ---- | ---- | ---- | ---- | ---- | ---- | ---- |
| 463  | 456  | 448  | 401  | 434  | 469  | 525  | 542  | 514  |

| 2021 | 2022 | - | - | - | - | - | - | - |
| ---- | ---- | - | - | - | - | - | - | - |
| 512  | 505  | - | - | - | - | - | - | - |

## Culture locale et patrimoine

### Lieux et monuments
- Église Saint-Riquier

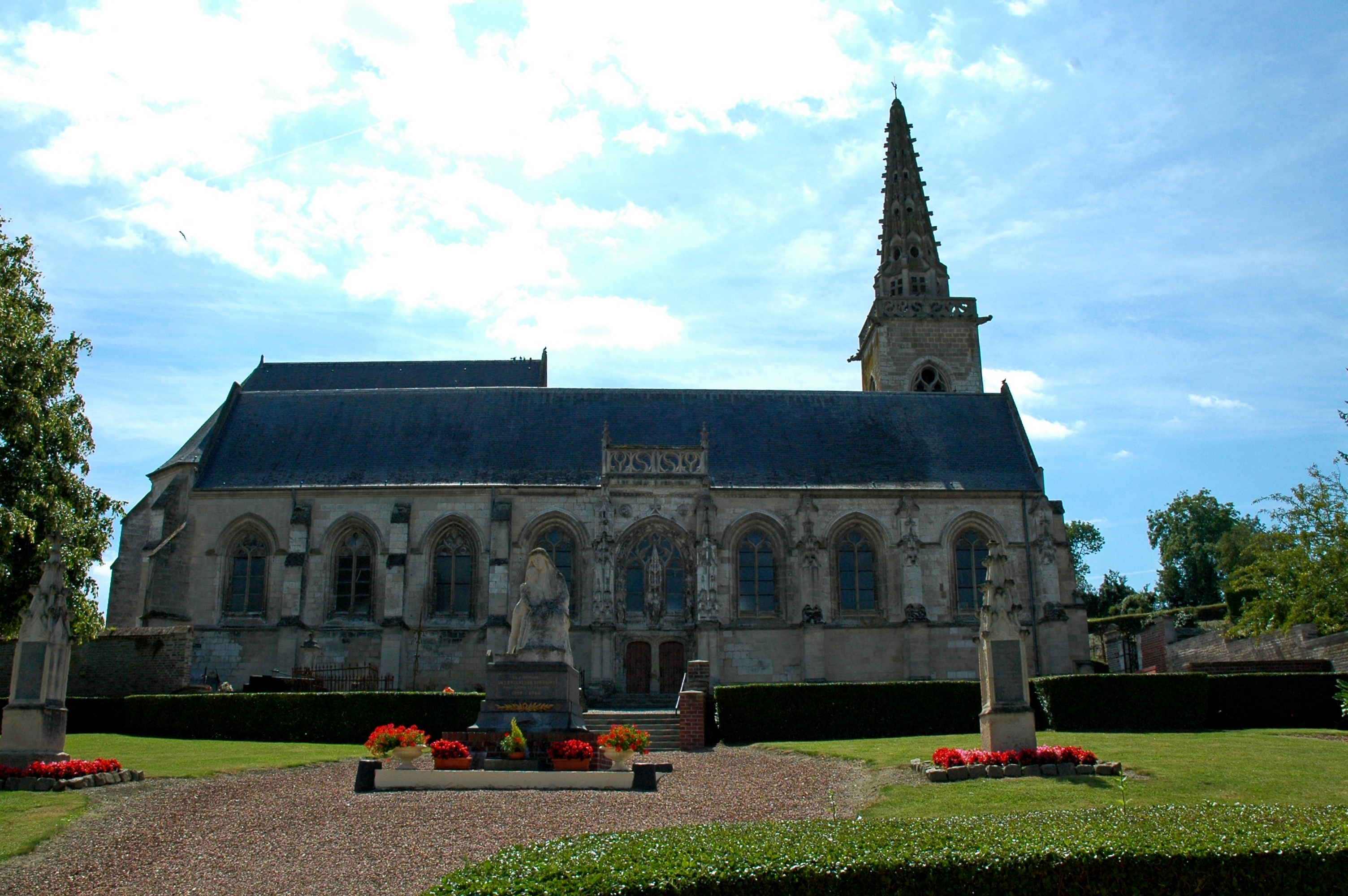
Église Saint-Riquier de Fontaine.

L'église de Fontaine a été édifiée à la fin du XVe siècle et au début du XVIe siècle (règnes de Charles VIII et de Louis XII). L'architecture est de style gothique classique, à l'exception du portail qui est de style gothique flamboyant. Le clocher de l'église est plus récent et a été construit suivant des modèles similaires aux églises environnantes (Cocquerel, Long, …). L'église est dédiée à saint Riquier.

Portail  Classé MH (1910) - église  Classé MH (1941).
- Église Notre-Dame-de-l'Assomption de Vieulaines, du XVIe siècle dont le clocher a été ajouté au XVIIIe siècle  Classé MH (1974). Il est orné de corniches, de rebords sculptés, de frises. Le chœur et l'autel ont été restaurés en 1782.
L'édifice, foudroyé en 1975 et fermé au public depuis 1995, bénéficie d'une première campagne de travaux en 2023[49],[50].

- Château de Vieulaines, dont le corps de logis est édifié vers 1750. En brique à chaînages de pierre, il est prolongé de chaque côté par une aile plus basse terminée par un pavillon. La façade sur cour, banale et remaniée au XIXe siècle, contraste avec la façade sur parc qui présente un élégant avant-corps à refends et pilastres ioniques cannelés.
- La Croix de pierre
- Le Cartel
Ce calvaire est situé sur le Cartel, c'est une grande croix de bois qui surplombe le village. On y accède par le Chemin Neuf. 
Dans la revue Le dimanche du 25 juillet 1897[réf. incomplète] on lit : « dimanche 11 juillet, cette paroisse offrait, à l'occasion de l'érection de deux superbes calvaires, un des spectacles les plus beaux (…) plus de 4 000 étrangers étaient venus s'unir aux habitants (…). sans parler de la beauté des costumes, l'ordre et le naturel des 55 groupes qui formaient le cortège ont attiré l'admiration de tous durant le parcours.(…) les arcs de triomphe, les drapeaux, oriflammes, dont étaient pavoisées les maisons du pays (…) » Dans la même revue, mais le 6 août 1899, on lit : « c'est la troisième fois, depuis deux ans, que nous assistons à une plantation de croix dans le village(…) Plus de soixante groupes (…) formaient un défilé imposant. (…) Ils sont là (…) pour écouter M. le doyen d'Hallencourt au sommet de la colline, sur un terre-plein qui domine la vallée et fait face aux villages de Long et de Coquerel, au pied de ce moulin banal (…) ».
- Le monument aux morts
Représente une veuve de guerre assise tenant contre elle son enfant. 
Le conseil municipal décide l'érection du monument aux morts le 25 mars 1922. Le sculpteur amiénois Albert Roze propose un devis prévoyant, sur un socle de pierre, un groupe sculpté intitulé :  « veuve et orphelin » (France en deuil adoptant un orphelin de guerre). Le devis comporte aussi l'entourage du monument : bordure en ciment, chaîne en fer et bases en pierre de Belgique pour les obus. 
L'emplacement choisi est le square devant l'église, dont la porte latérale nord, est classée monument historique : Roze insiste donc sur la faible hauteur de son monument, environ 2,50 mètres, qui ne doit pas cacher le portail classé. Le coût du monument s'élève à 18 500 francs. L'inauguration eut lieu le 13 août 1922[51].
Au dos du monument aux morts se trouve une plaque rendant hommage aux mobiles de Fontaine morts pour la France  - 1870-1871.

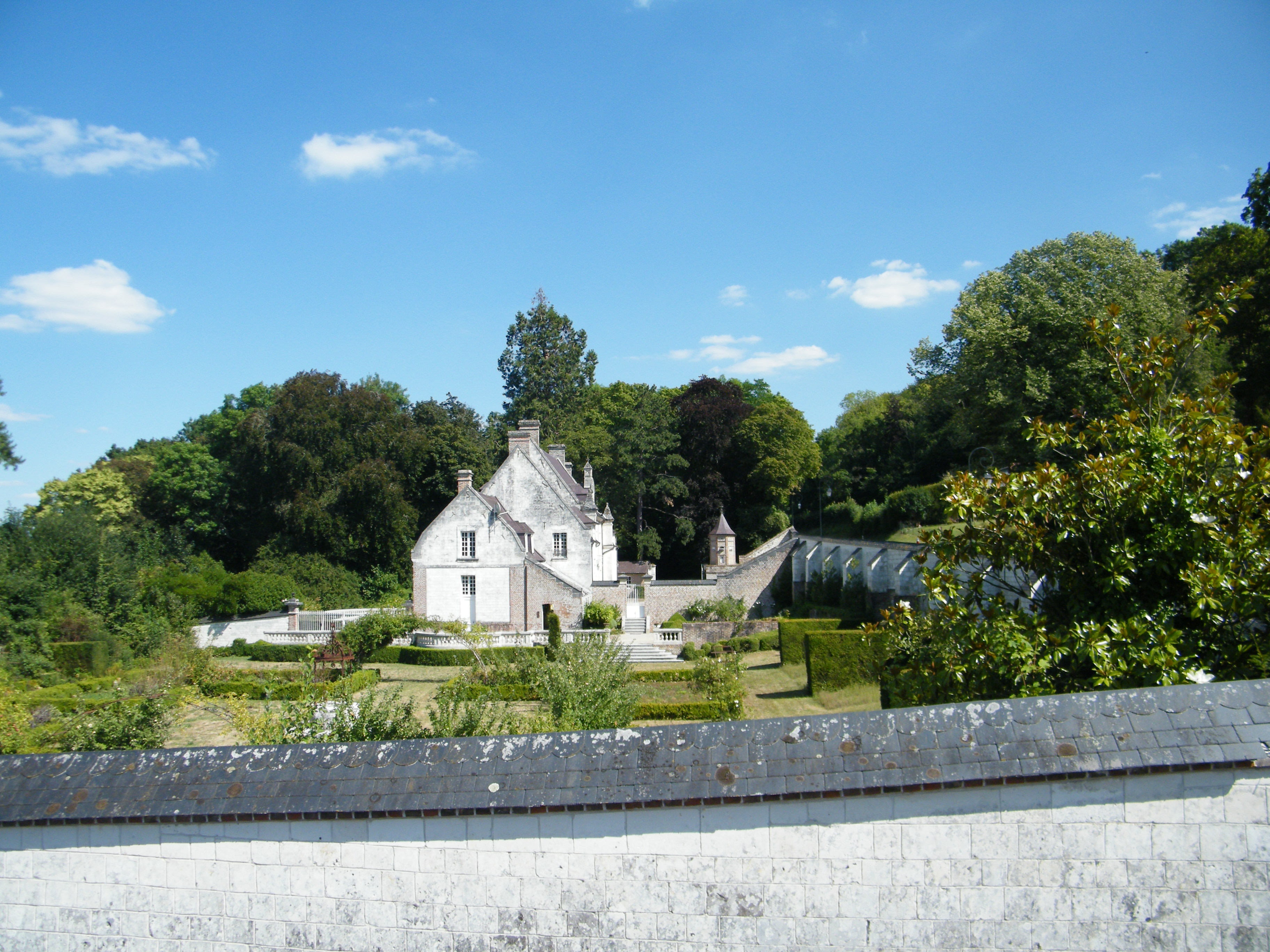
Le château de Vieulaines.
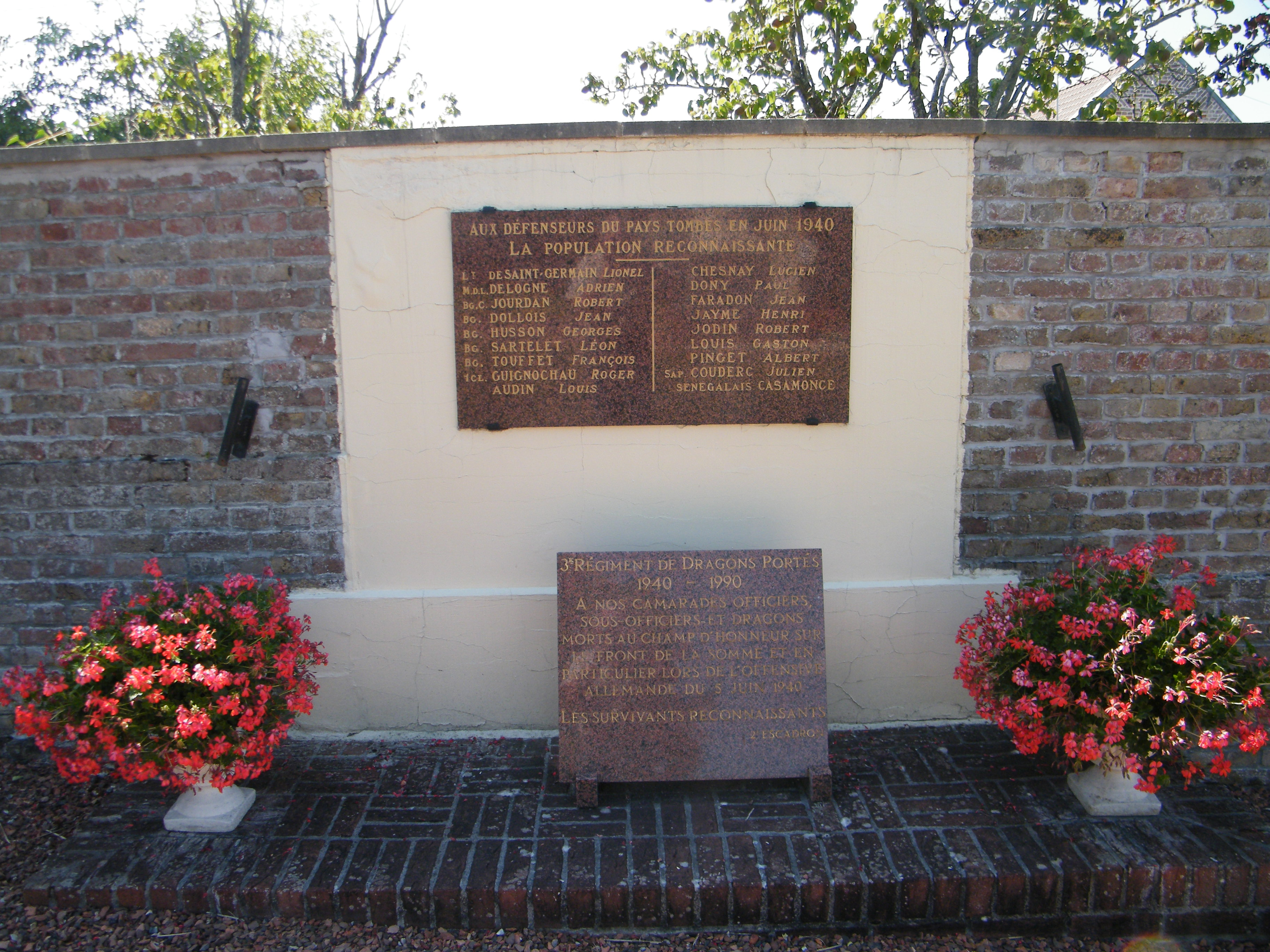
Stèle aux défenseurs du pays en juin 1940.
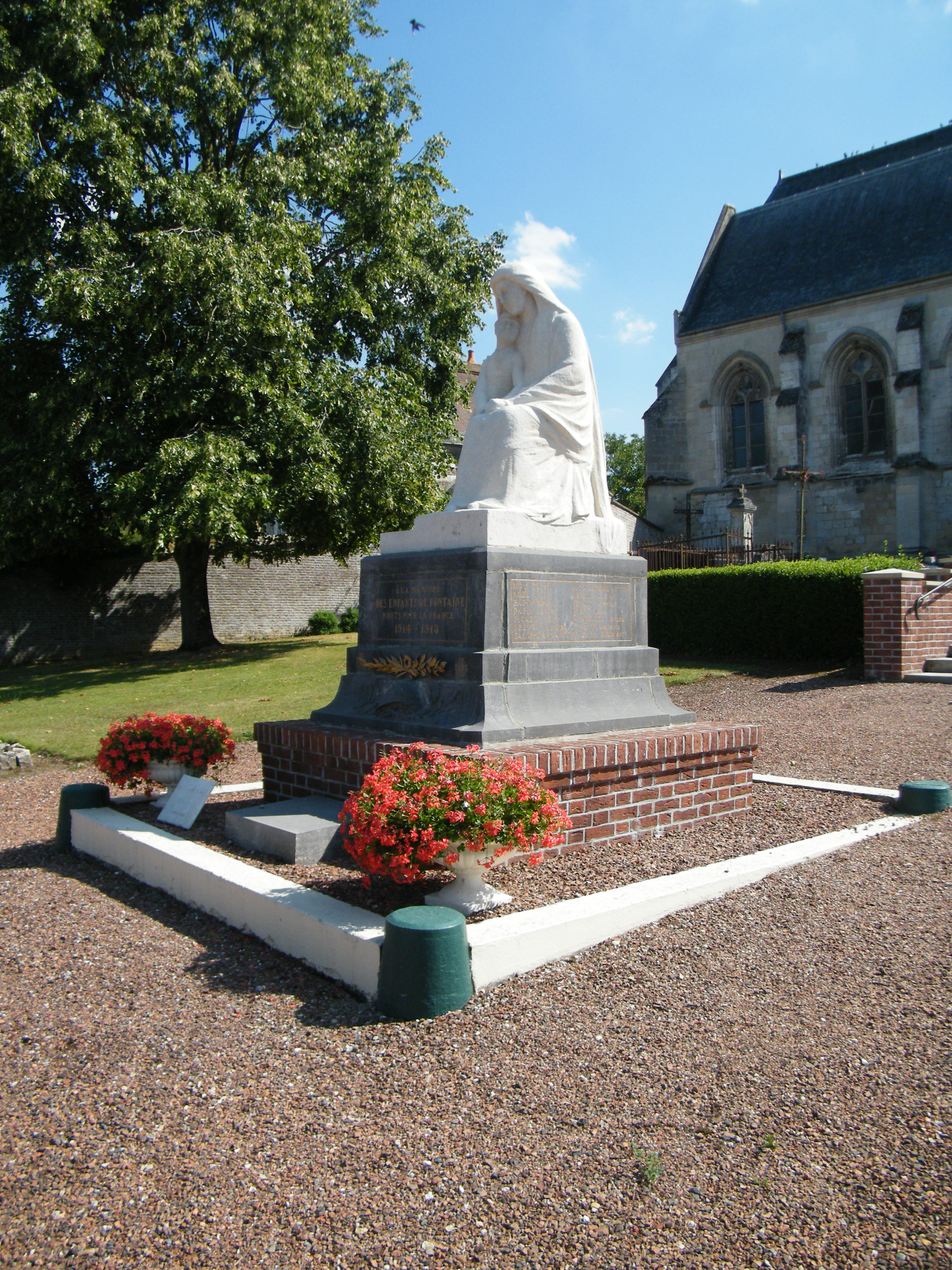
Le monument aux morts.
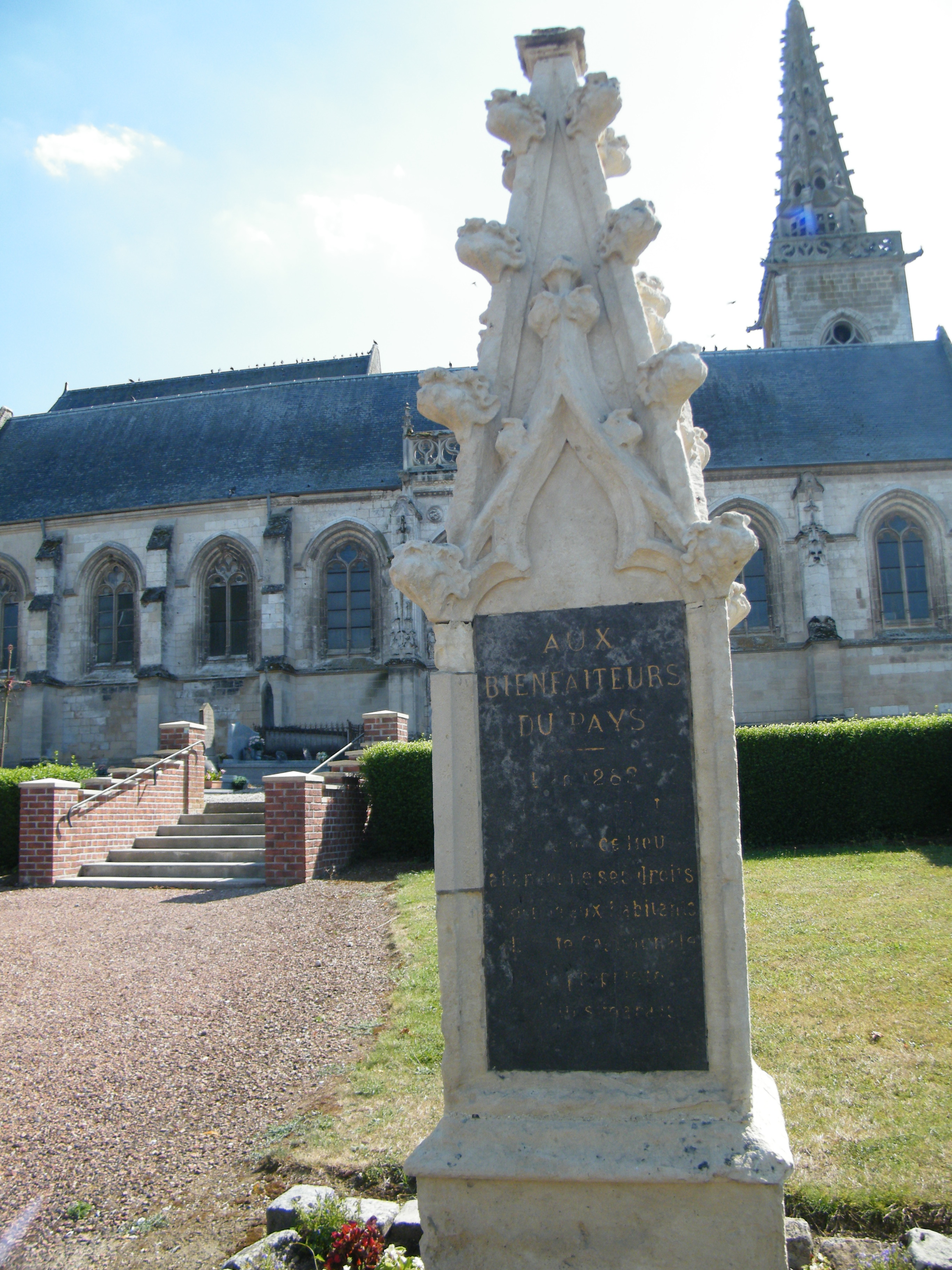
Monument aux bienfaiteurs du Pays.

- Gare de Fontaine-sur-Somme
Une ancienne gare ferroviaire  sur la ligne de Longueau à Boulogne-Ville, fermée dans les années 2000 par la SNCF.

### Personnalités liées à la commune

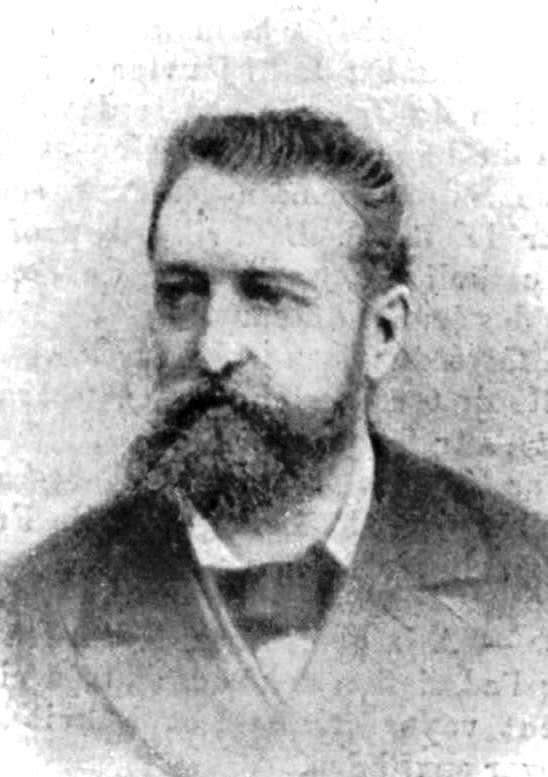
Fernand Maquennehen.

- Fernand Maquennehen, homme politique français né le 21 février 1844 à Fontaine-sur-Somme (Somme) et décédé le 5 février 1915 à Amiens (Somme)
- Simone Renant, actrice née en 1911 et décédée en 2004. Elle a passé toute sa jeunesse à Fontaine-sur-Somme[52].

### Héraldique
| Blason de Fontaine-sur-Somme | Blason  | D'azur à la fontaine héraldique d'or remplie d'argent à trois sources d'azur, accompagnés de huit bustes d'échevins aussi d'or, alternativement posés de face et de profil contournés, appointés par leurs bases au centre de la fontaine et mouvants de celle-ci. Ornements extérieursDécorations : Croix de guerre 1939-1945. |
| Blason de Fontaine-sur-Somme | Détails | Le blason s'inspire du sceau des échevins de Fontaine : les échevins sont représentés en buste et non plein corps tirant une corde. Le fond de l'écu est une invention. Armes parlantes (fontaine). Le statut officiel reste à déterminer.                                                                                      |
| Blason de Fontaine-sur-Somme | Alias   | Vairé d'or et d'azur Blason de la famille de Fontaine, seigneurs du lieu. Ce blason est utilisé par l'Annuaire des Collectivités. |

## Pour approfondir